# Riccardo Bonetto
Riccardo Bonetto (Asolo, 20 maart 1979) is een Italiaans voetballer die anno 2012 uitkomt voor Bassano Virtus. Bonetto is een verdediger.

## Biografie
Bonetto genoot z'n jeugdopleiding bij Juventus FC, maar kon er niet doorbreken in het eerste elftal. De club leende hem uit aan Novara Calcio, US Fermana, KSK Beveren en AC Arezzo. In 2001 werd hij verkocht aan Empoli FC, waar hij vijf seizoenen op de loonlijst stond (inclusief enkele uitleenbeurten). In 2006 verkaste hij naar Lazio Roma. Dat werd ook geen succesverhaal. Sinds 2011 speelt hij voor Bassano Virtus.